# Lystra lanata
Lystra lanata är en insektsart som först beskrevs av Linnt 1758.  Lystra lanata ingår i släktet Lystra och familjen lyktstritar. Inga underarter finns listade i Catalogue of Life.